# Cholomyia inaequipes
Cholomyia inaequipes är en tvåvingeart som beskrevs av Jacques-Marie-Frangile Bigot 1884. Cholomyia inaequipes ingår i släktet Cholomyia och familjen parasitflugor. Inga underarter finns listade i Catalogue of Life.